# Національний музей Швеції

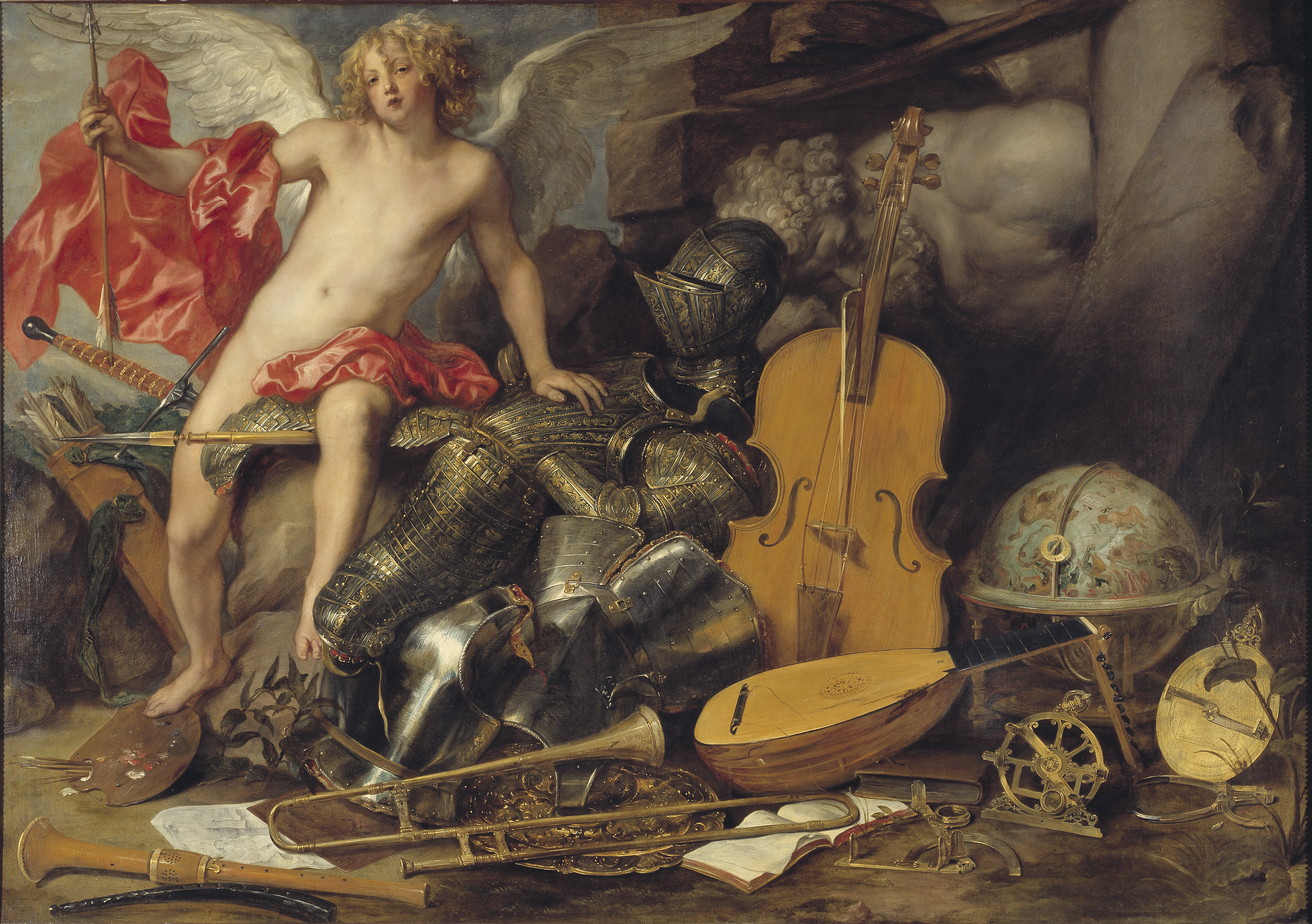
Томас Віллібортс Босхарт. Переможець Амур (між атрибутами війни і миру), Національний музей Швеції, Стокгольм.

Націона́льний музе́й Шве́ції (швед. Nationalmuseum) — найбільший музей образотворчого мистецтва Швеції.

## Загальна характеристика збірки
У будівлі музею, розташованій в Стокгольмі, містяться бл. 16 000 полотен і скульптур і приблизно 30 000 витворів ужиткового мистецтва і ремесел, а також зібрання графіки світового значення.

## Філії музею
До складу Національного музею також входять колекції в за́мках Ґріпсгольм, Дроттінгольм, Штрьомсгольм, Розенберг, Ульриксдаль, а також музей порцеляни в Ґуставсберзі.

## Будівля Національного музею Швеції
Сучасну будівлю музею було зведено німецьким архітектором Августом Штюлером і урочисто відкрито в 1866 році. Споруда створена за наказом Шведського ріксдага і створена в стилістиці неоренесанс (еклектика).

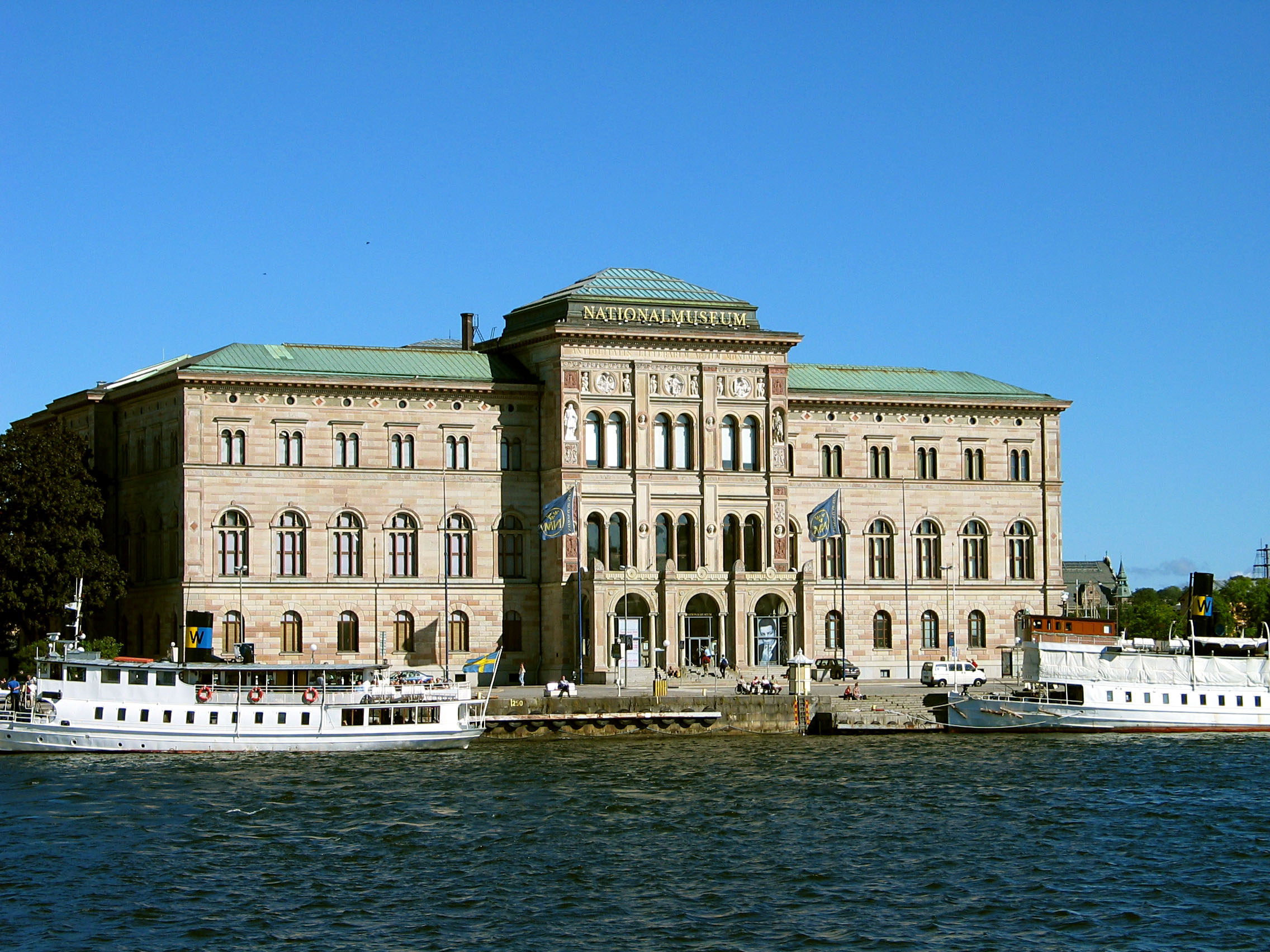
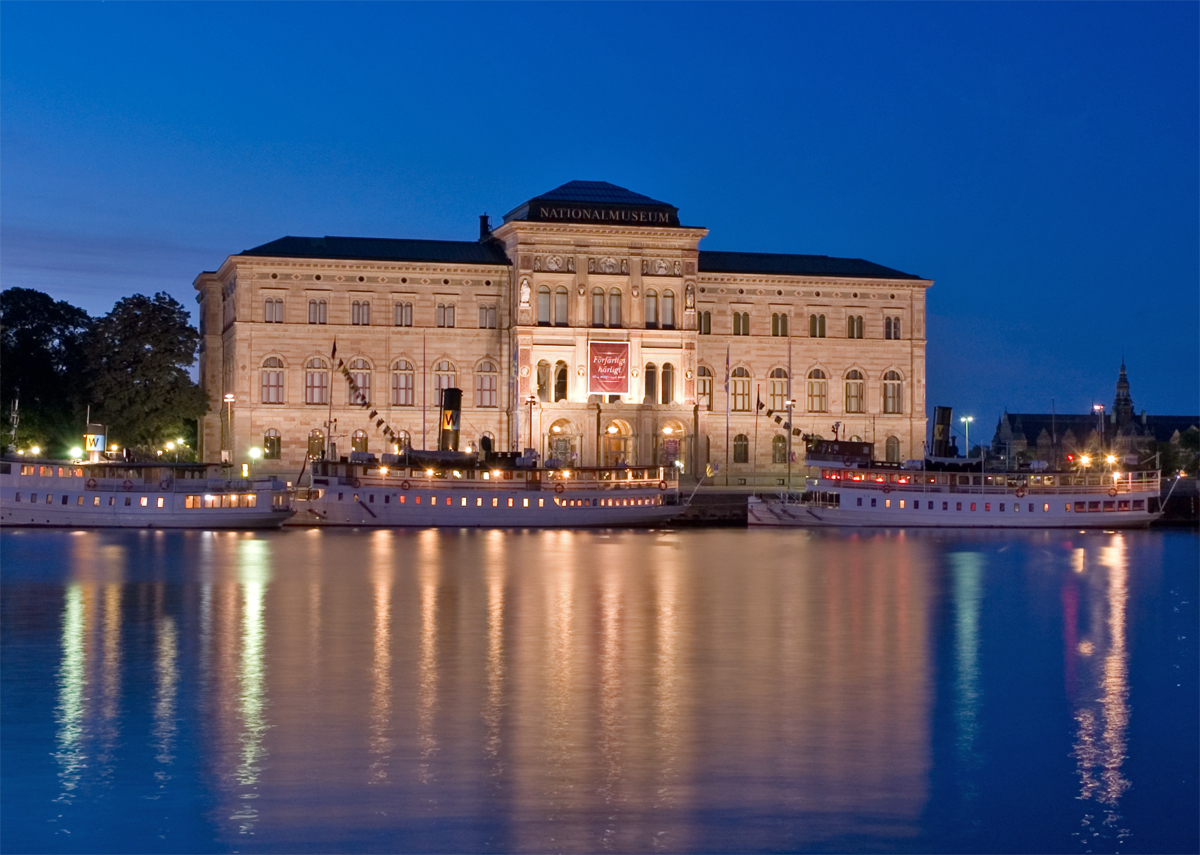
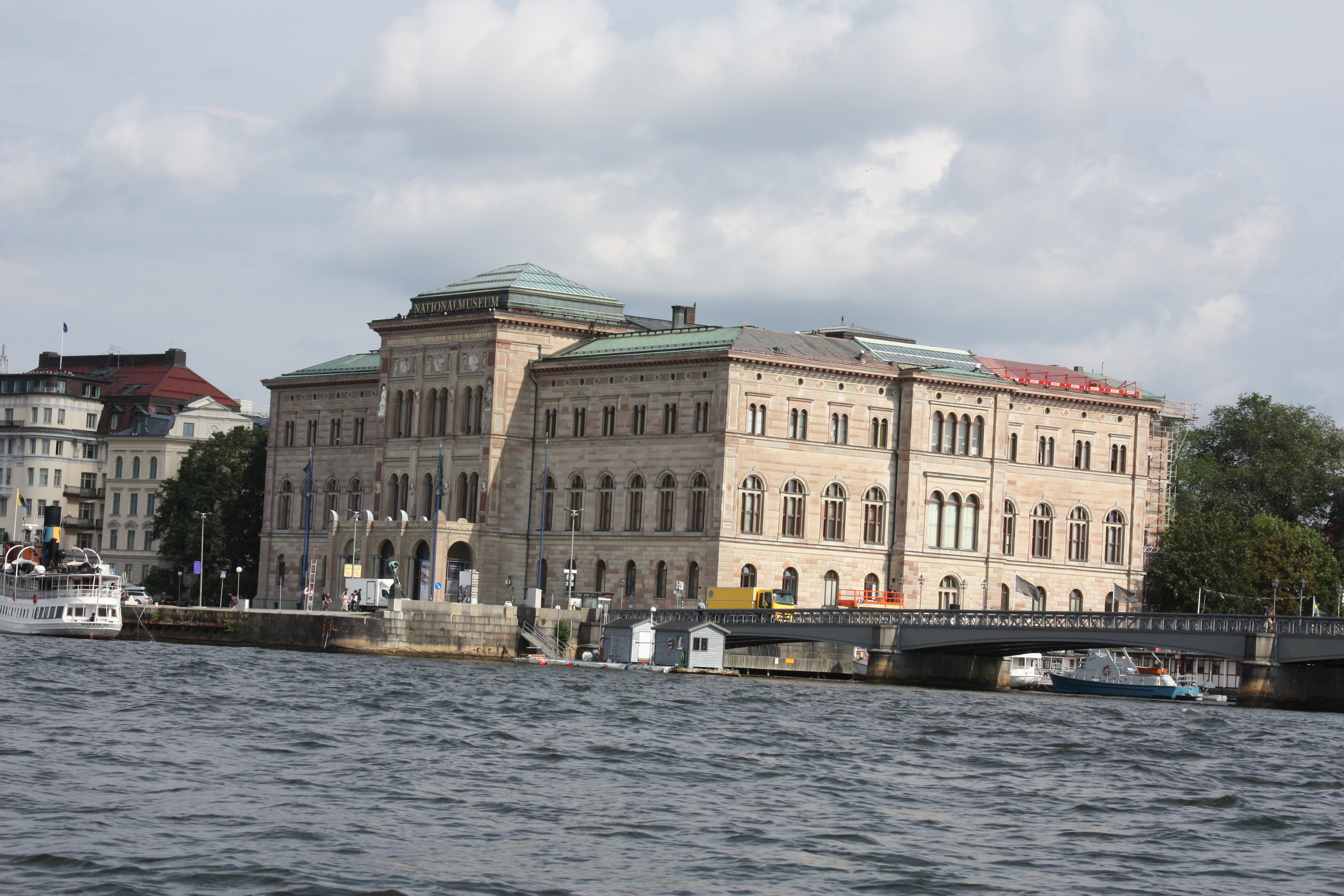

## Формування колекцій
Історія зібрання бере свій початок у XVI столітті. Шведський король Густав I Ваза започаткував збирання колекції в замку Ґріпсгольм, яке набирало обертів за рахунок нових придбань, подарунків і воєнних трофеїв. Король надавав перевагу майстрам Північної Європи, тому в збірці переважали картини майстрів німецьких князівств та Нідерландів. Зростанню королівських колекцій сприяли і політичні обставини: в 16 столітті Швеція виборола незалежність. Володарі нової держави клопоталися про її міжнародний престиж шляхом військових перемог і підтримки мистецтв і створення мистецьких збірок. Тенденція перетвориться на традицію і матиме подальший розвиток в 17-19 століттях.

## Мистецькі збірки королеви Христини

Венера (Ян Массейс), 1561 рік

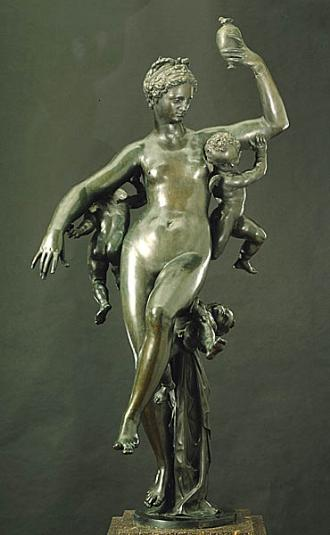
Скульптор Адріан де Вріс, «Психея».

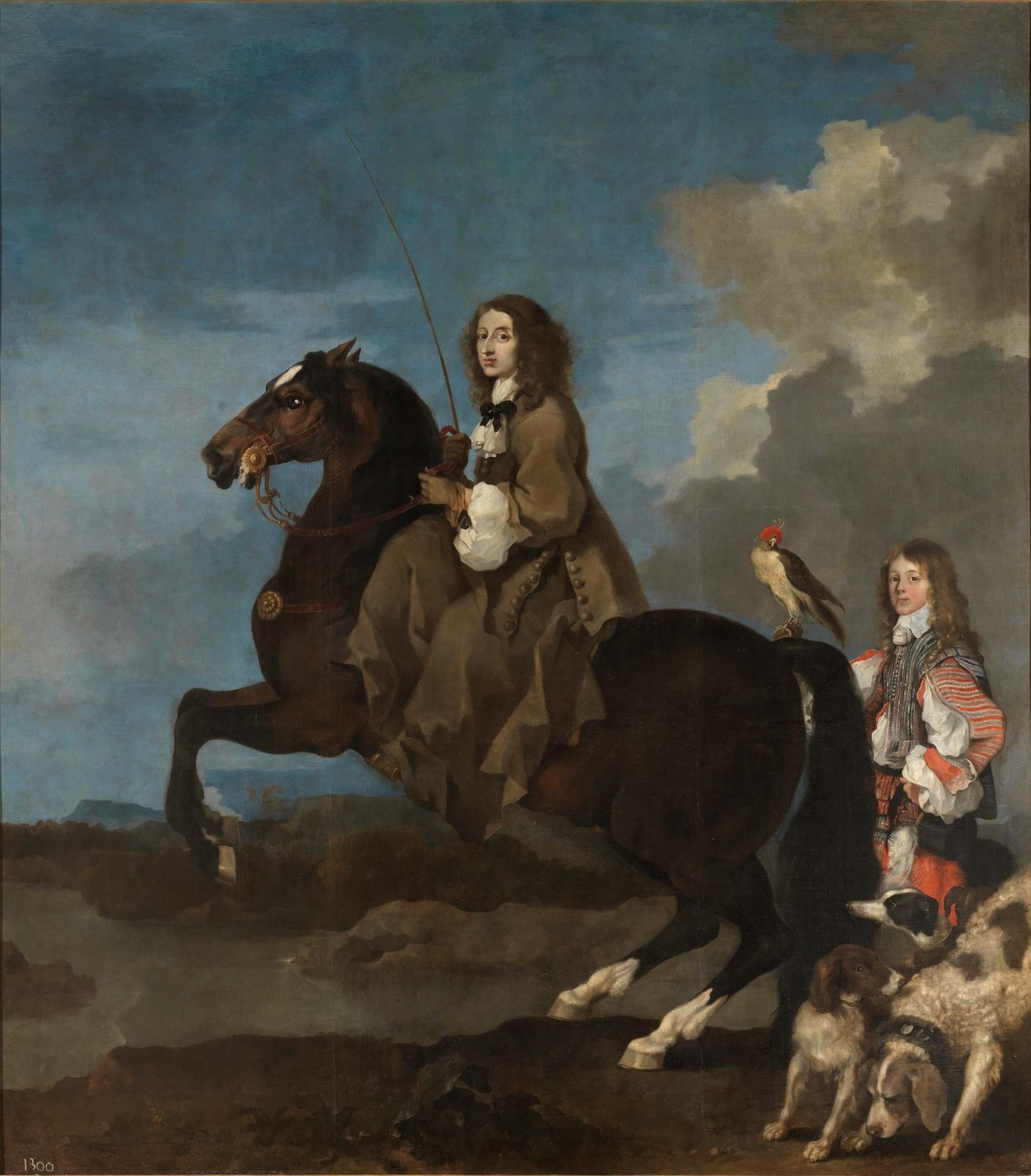
Худ. С. Бурдон. Кінний портрет Христини Швецької, Прадо, Мадрид.

Особлива стаття життя королеви — колекціонування книжок та витворів мистецтва. Швеція отримала низку перемог у Тридцятилітній війні і пограбувала багату Прагу. В країну вивезли більшу частину мистецької колекції імператора Рудольфа Другого (1552—1611) і навіть бронзові скульптури з королівського палацу в Празі (досі в Швеції). Серед захопленого було майже шістсот картин майстрів Італії та Голландії, малюнки, медалі та монети, предмети ужиткового мистецтва (Європейські срібні вироби доби бароко, золоті келихи тощо). До мистецьких збірок Швеції прийшли рідкісні картини Арчімбольдо, скульптури Адріана де Вріса (Амури возносять Венеру, бронза, Стокгольм) та ін.
Видатні речі також скуповували агенти королеви в Німеччині, Голландії, Італії, навіть в Греції, що тоді входила до складу Туреччини. 1649 року агент королеви М. Леблон за наказом Христини брав участь в аукціоні розпродажу колекцій страченого короля Англії Карла І. Тоді для Христини придбали найкращі з усіх медалі і королівські коштовності, а також декілька картин найбільшої мистецької вартості (серед останніх полотно венеційця Тиціана «Діана і Актеон»). А були ще придбання з розпроданих, легендарних за якістю, мистецьких збірок художника Пітера Пауля Рубенса, бургомистра з Амстердама Н. Рококса, англійського міністра, герцога Бекінгема. В збірці королеви опинились малюнки Сандро Боттічеллі до «Божественної комедії» Данте Аліг'єрі і малюнки Мікеланджело Буонарроті (останні перейшли в музей Тейлора, Гарлем.)
Аби розмістити свої збірки, королева запланувала розширити королівський палац «Три корони», а архітектор Никодим Тессін Старий розробив проект добудов до і без того великого палацу.

Два роки жив у Стокгольмі художник з Франції Себастьян Бурдон (1616—1671). Він зробив декілька портретів королеви Христини, в тому числі верхи. Мистецькі збірки Королеви викликали здивування і захоплення. 1652 року француз-науковець Г. Ноде сповіщав зі Стокгольма : 
| Ліві лапки | Окрім великої бібліотеки та галереї бронзових і мармурових скульптур тут можна побачити медалі з золота, срібла і бронзи, мистецькі речі з слонової кістки, бурштину, коралів і кришталю. Поряд з ними також тут коштовні дзеркала, годинники, столики з мозаїками, малюнки, рельєфи, як витвори мистецтва, так і природні раритети. І всього цього така кількість, якої я не бачив і в самій Італії... | Праві лапки |

## Дарунки на згадку

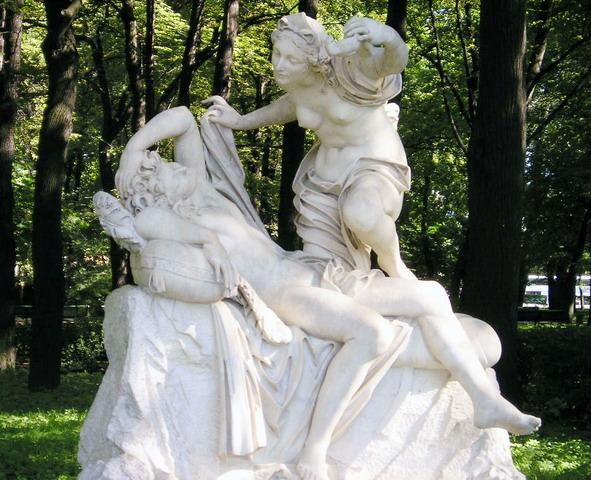
Скульптура «Амур і Психея» майстерня Лоренцо Берніні XVII століття. Літній сад, Петербург.

Чимало полотен італійських митців королева Кристіна взяла з собою в 1654 році до Риму. Заклопотана доброю пам'яттю про себе, колишня королева обрала рішення подарувати частку своїх мистецьких колекцій королівським родинам Європи, включивши в цей перелік і тодішню Московію.
- Так, кінний портрет Христини пензля Себастьяна Бурдона був подарований королю Іспанії, що зберігається нині в Музєї Прадо, Мадрид).
- архітектор Никодим Тессін Старий отримав погруддя римського імператора Коммода
- король Франції Луї XIV — картину Корреджо «Христос дитиною»
- ерцгерцог Леопольд — картину Тиціана «Розп'яття»

В Римі колишня королева замовила скульптуру в майстерні Лоренцо Берніні, але не встигла її викупити. Твір пізніше вдало перекупив агент Петра І — капітан Юрій Кологривов і доправив у Санкт-Петербург. Це скульптурна група «Амір і Психея», що донині прикрашає Літній сад (Санкт-Петербург). Більше 180 років зберігали в Юсуповському палаці Петербурга скульптури зі слонової кістки, які походять з мистецьких колекцій Христини. Лише 1925 року їх передали в Державний Ермітаж.

## Збільшення колекцій

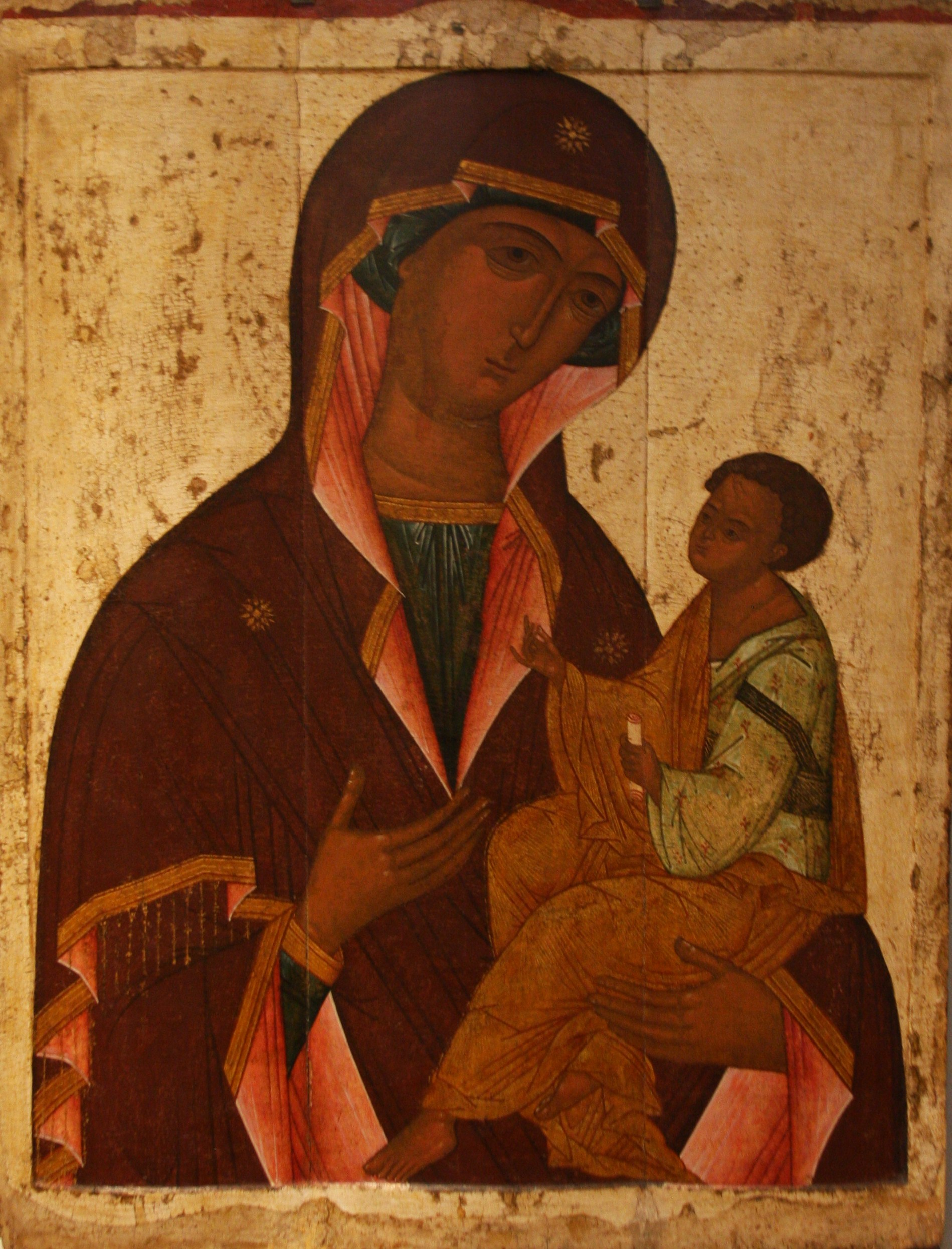
Богородиця Грузинська, 16 ст. Національний музей Швеції, Стокгольм.

У 1697 році пожежа в замку Тре Крунур знищила значну частку колекції. Отже, дарунки королеви Христини мимоволі сприяли їх збереженню для європейської культури на століття вперед.
У 1740-х роках шведський дипломат у Парижі Карл Ґустав Тессін придбав для королівської колекції численні французькі полотна, серед яких твори Франсуа Буше, Луї Токке, Шардена.
Після смерті Густава III в 1792 році королівську колекцію було передано до Національного музею, і вона стала надбанням громадськості.
1911 року в Стокгольмі заснували товариство «Друзів Національного музею», патроном якого обрали короля Швеції Густава VI Адольфа. Товариство діяльно сприяло збільшенню мистецьких збірок, серед останніх надбань яких — полотно француза початку 18 століття Ватто «Урок кохання». 1933 року в Національний музей передав власну збірку російських ікон банкір Олаф Ашберг, скориставшись розпродажем музейних коштовностей, розпочатих урядом Сталіна. Національний музей Швеції отримав більш ніж двісті (200) пам'яток середньовічного мистецтва Московії.

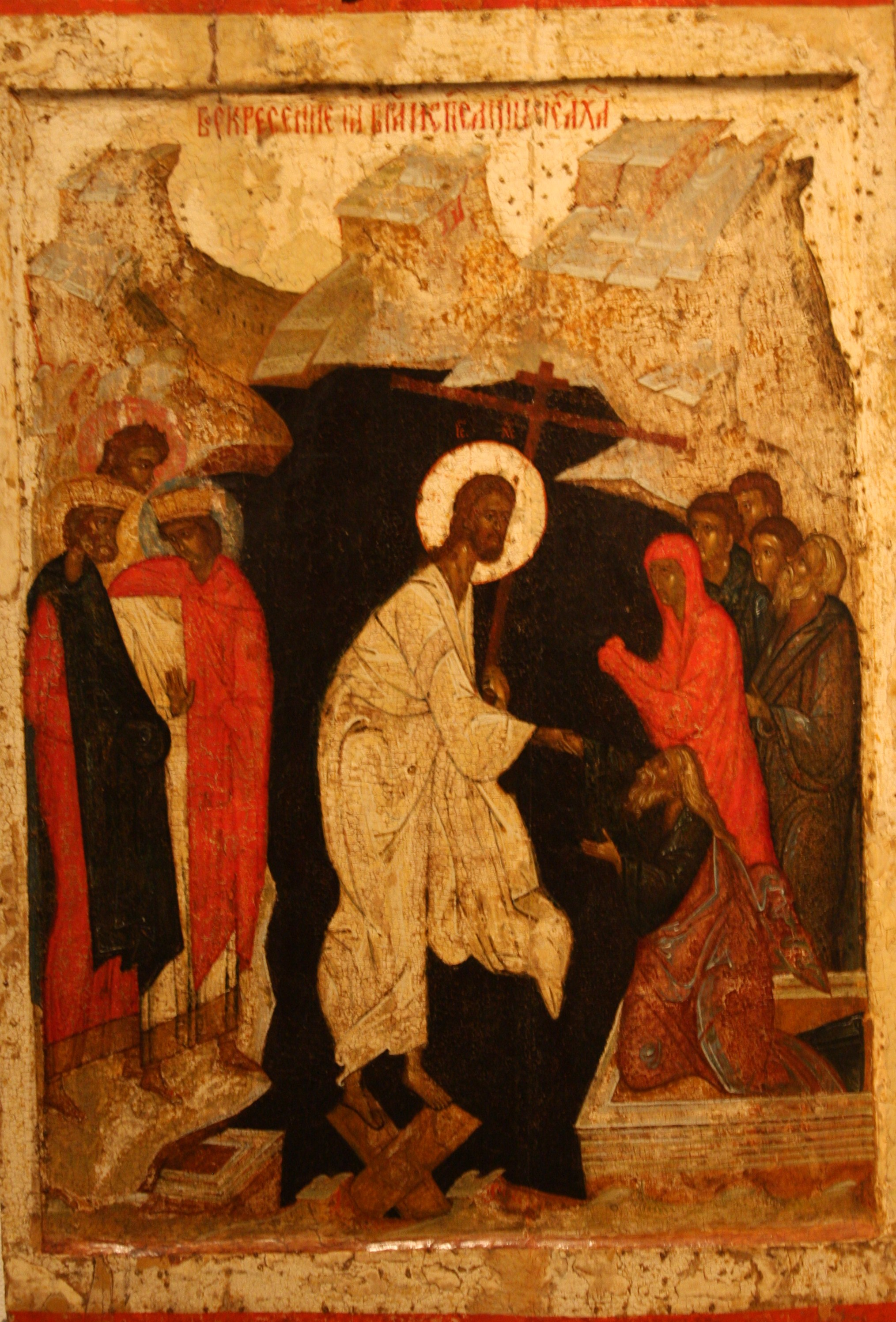
Зшестя в безодню. 16 ст. Національний музей Швеції, Стокгольм.
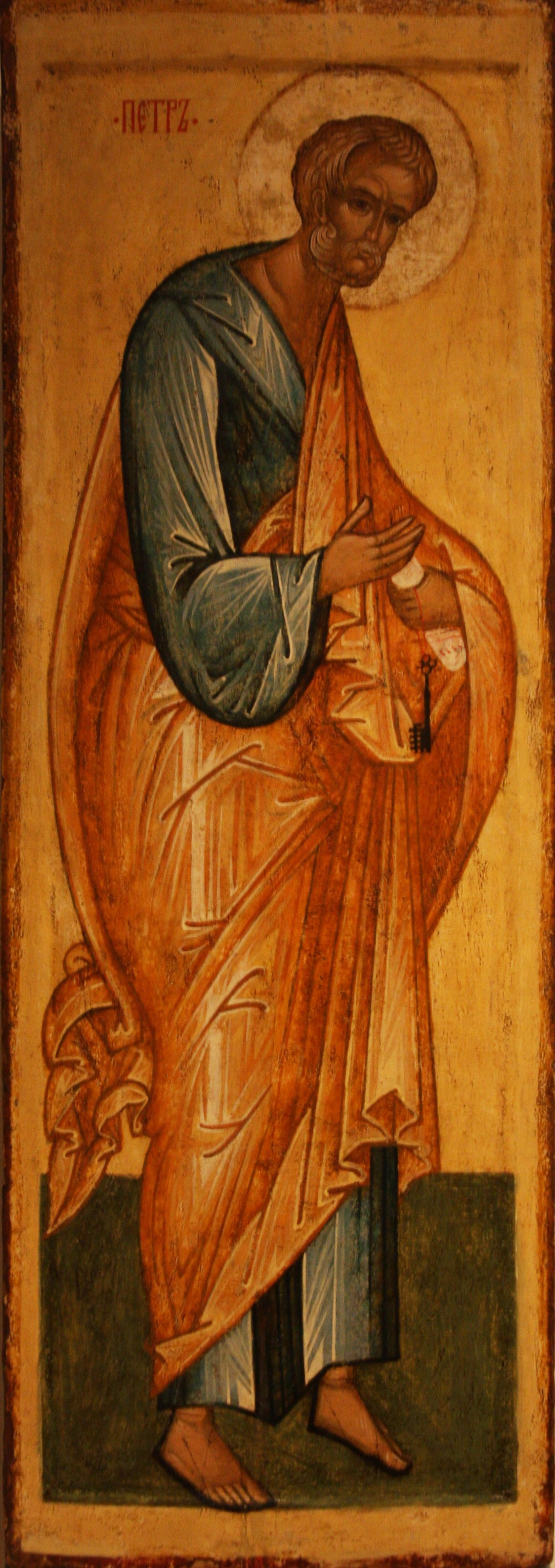
Апостол Петро. 16 ст. Національний музей Швеції, Стокгольм.
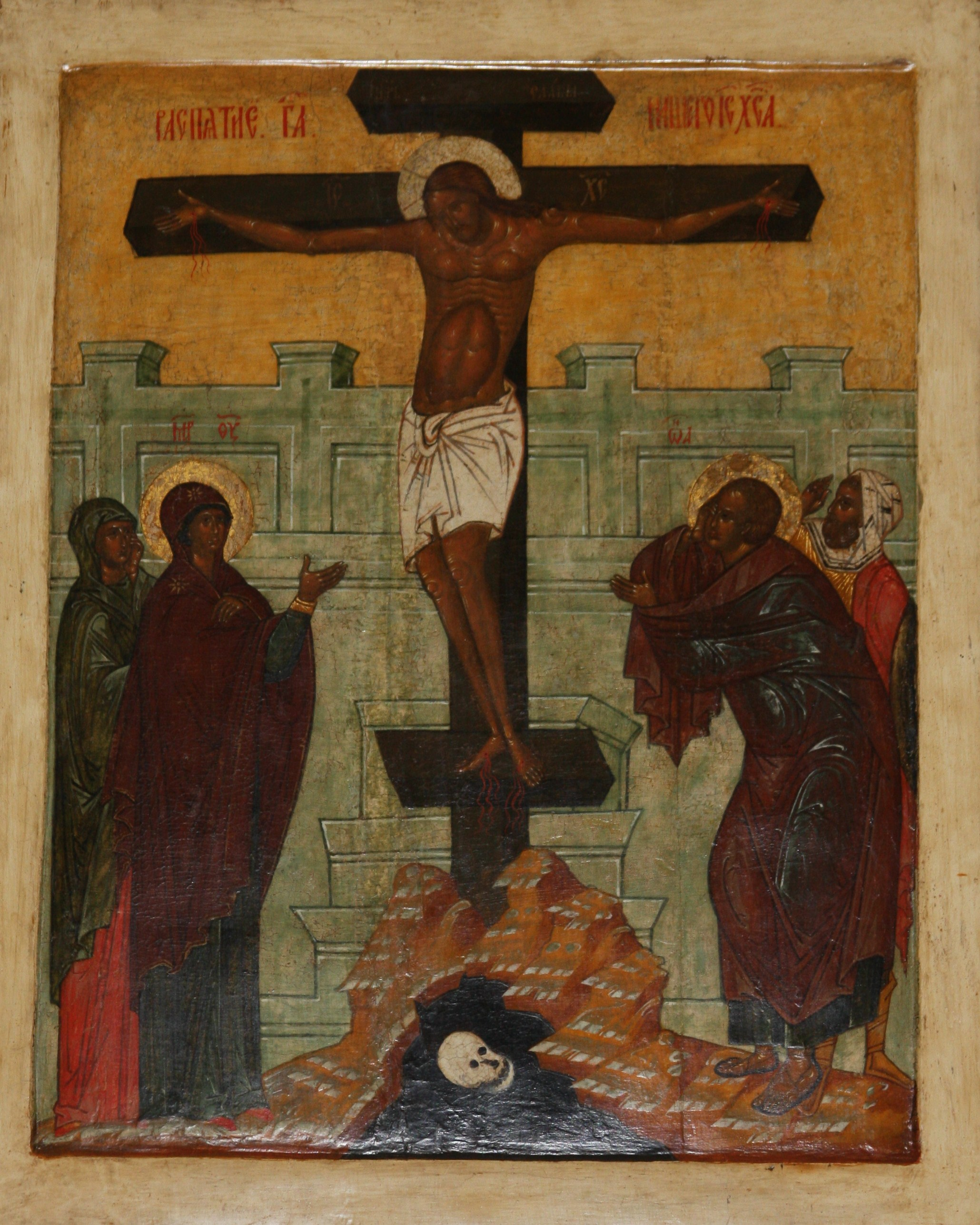
Розп'яття з передстоячими. Національний музей Швеції, Стокгольм.
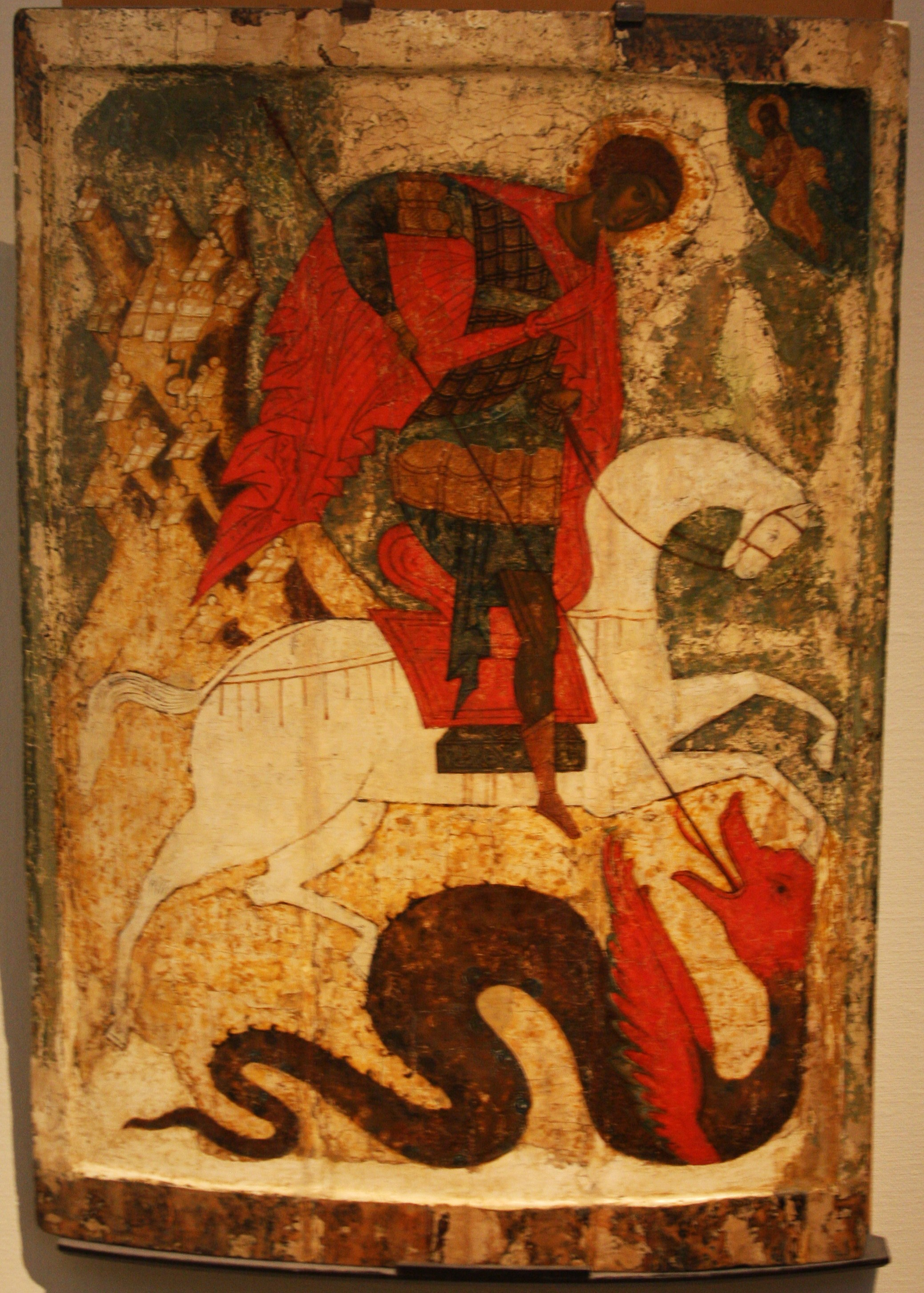
Святий Юрій змієборець. 16 ст. Національний музей Швеції, Стокгольм.

## Галерея

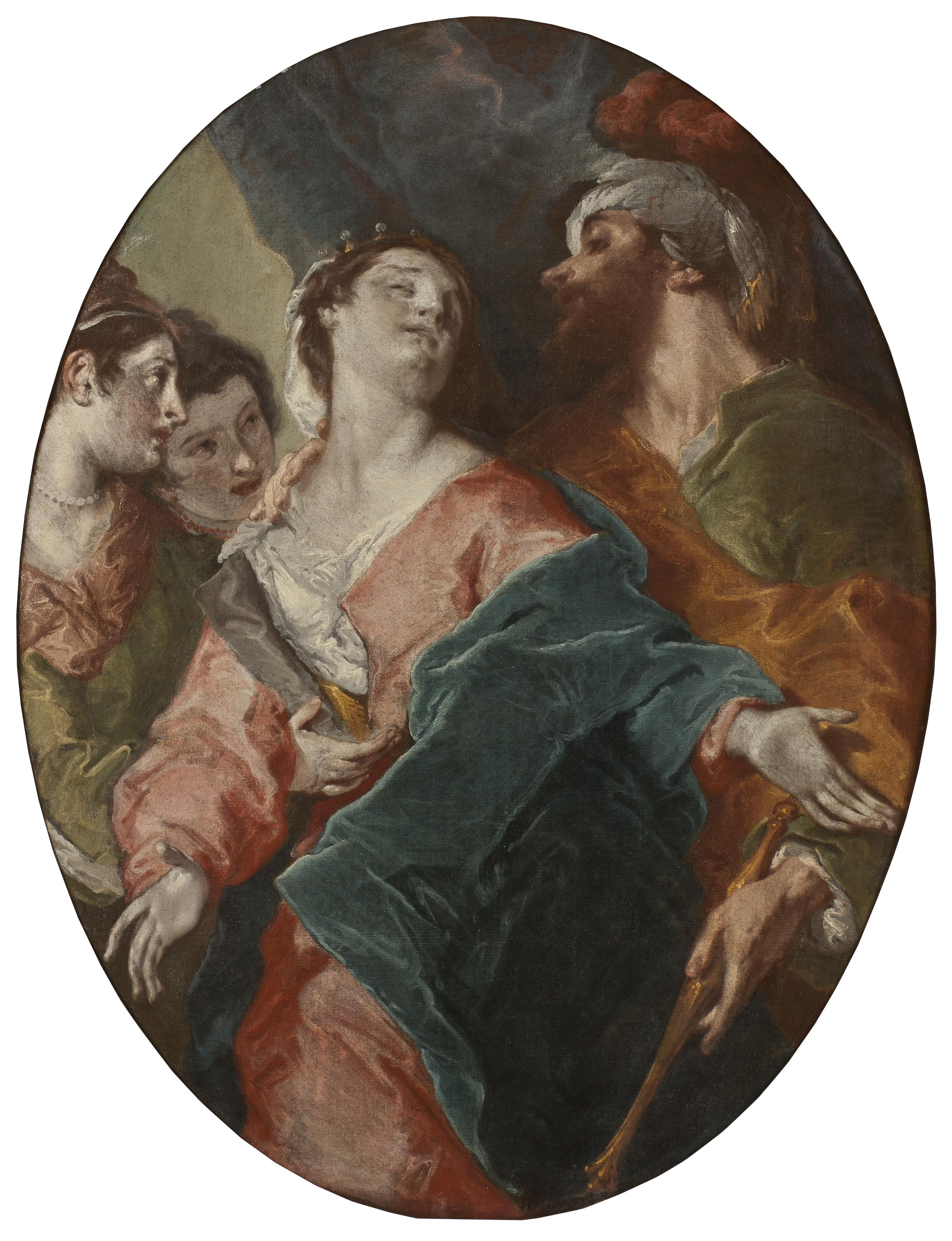
Джузеппе Баццані. Есфір та Агасфер, Національний музей Швеції
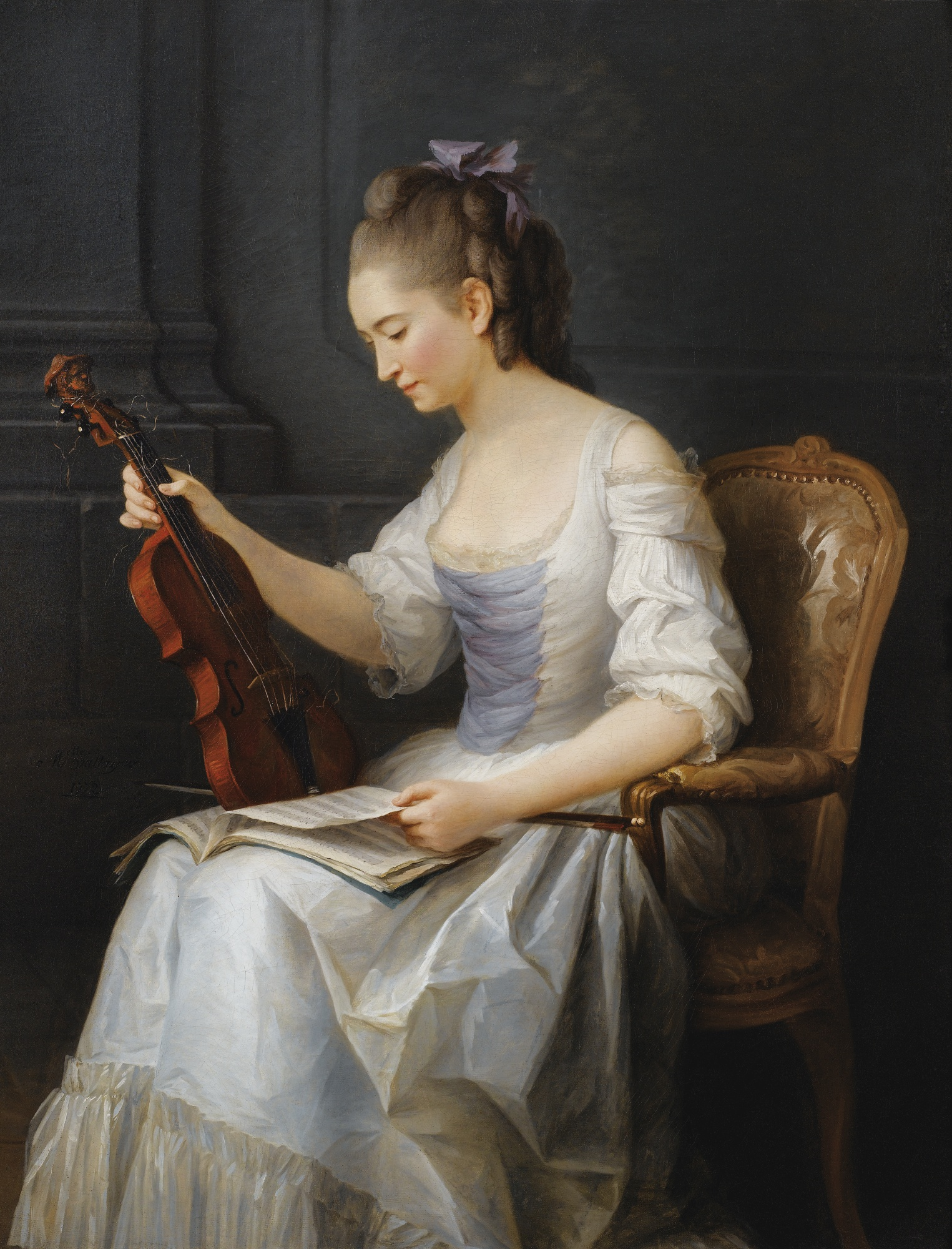
Анна Вальє Косте, Портрет скрипальки, 	1773 р.
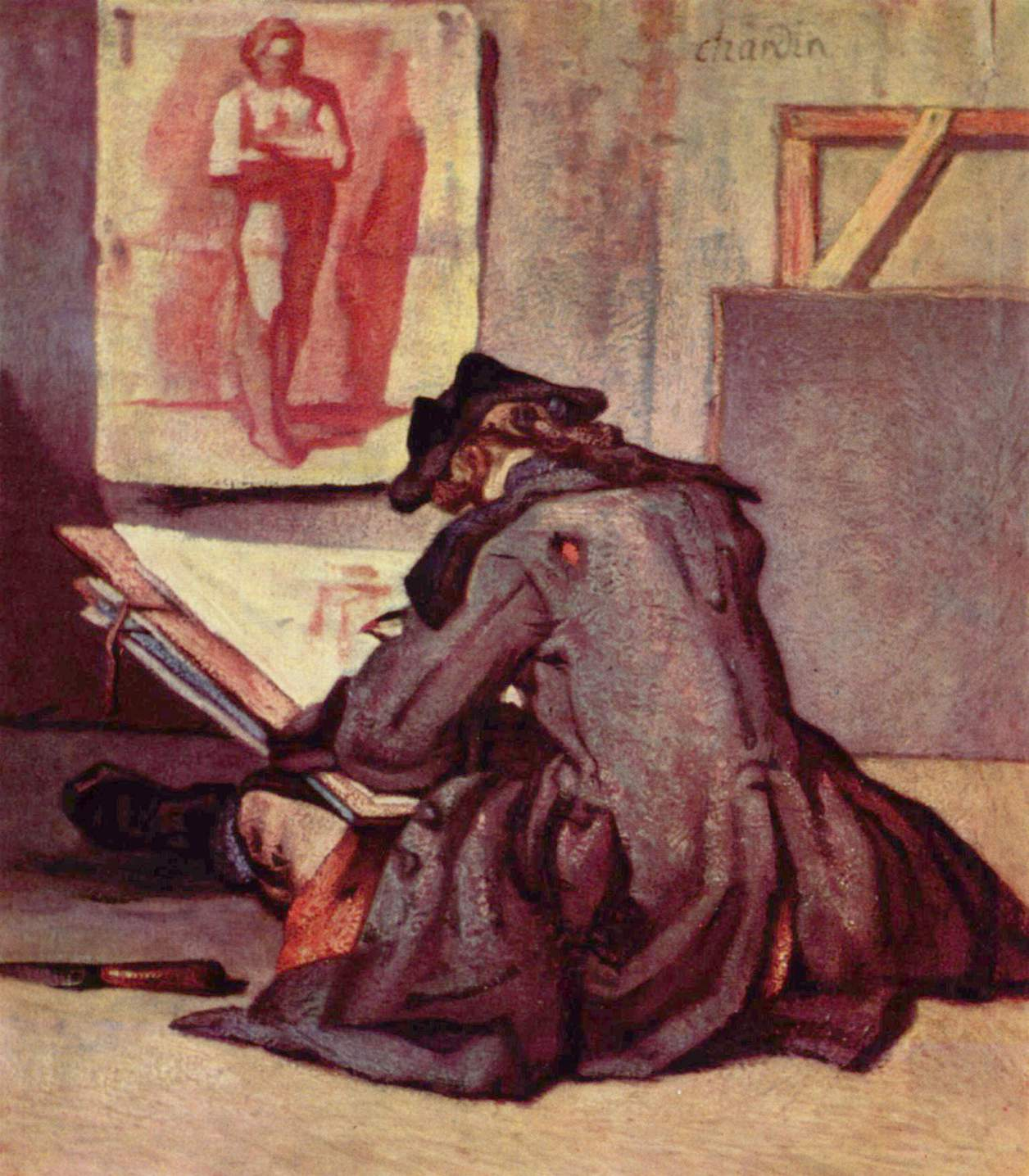
Шарден, Молодий художник, 1738 р.
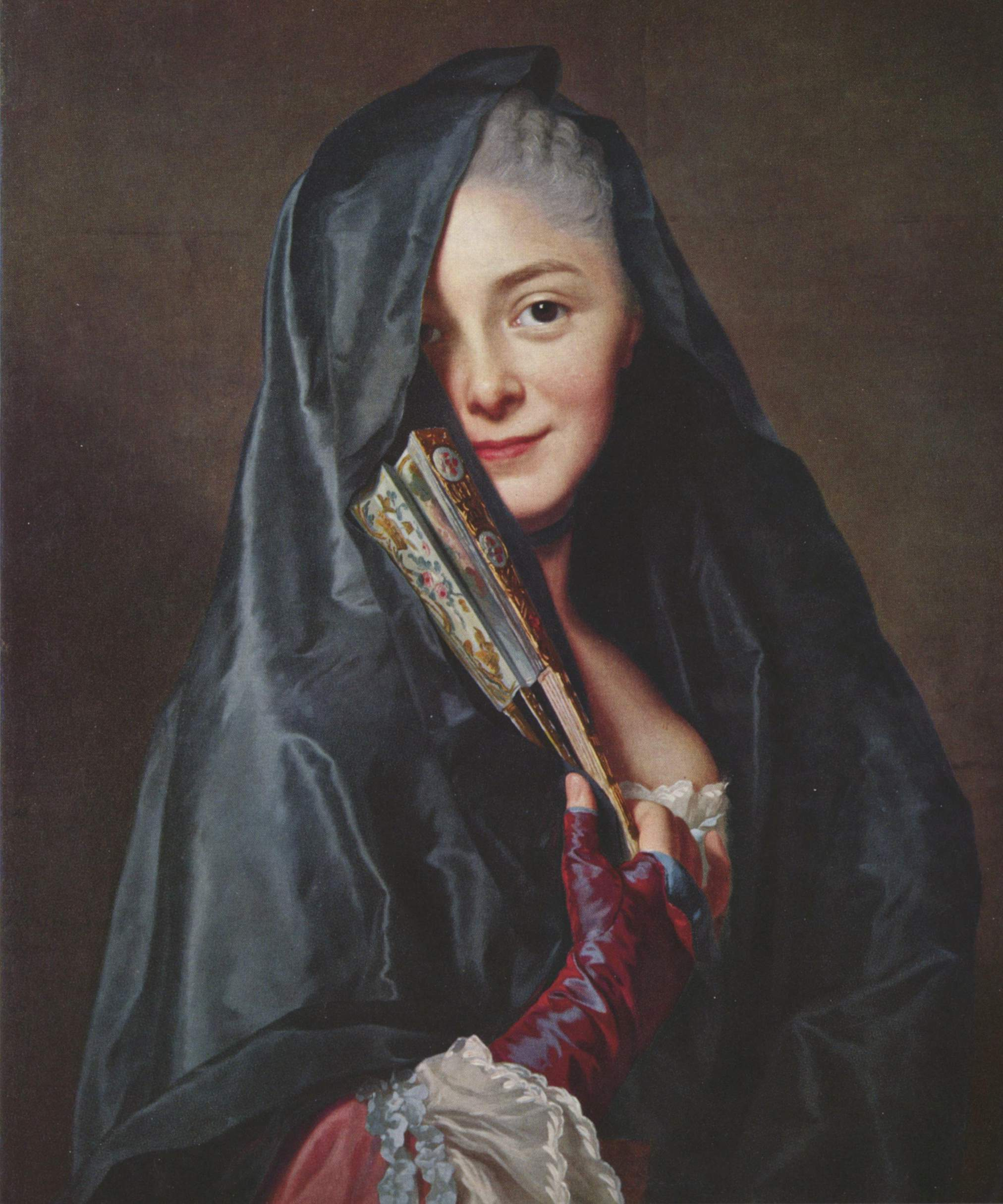
Олександр Рослін, Дама під покривалом (дружина художника - Марі Сюзанна Рослін), 1768 р.
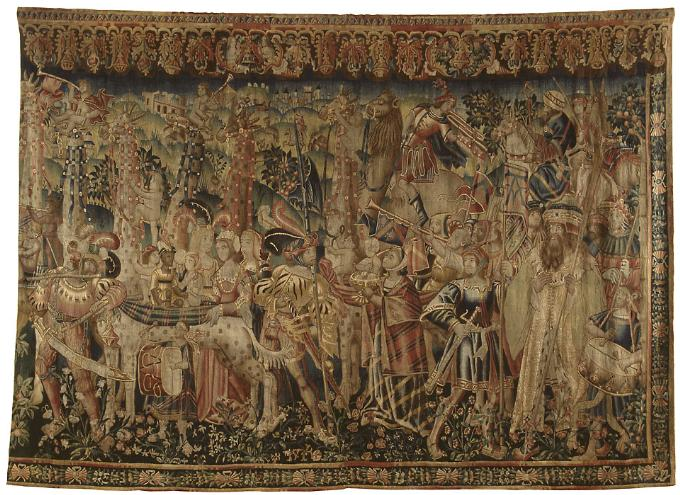
Гобелен «Васко да Гама»
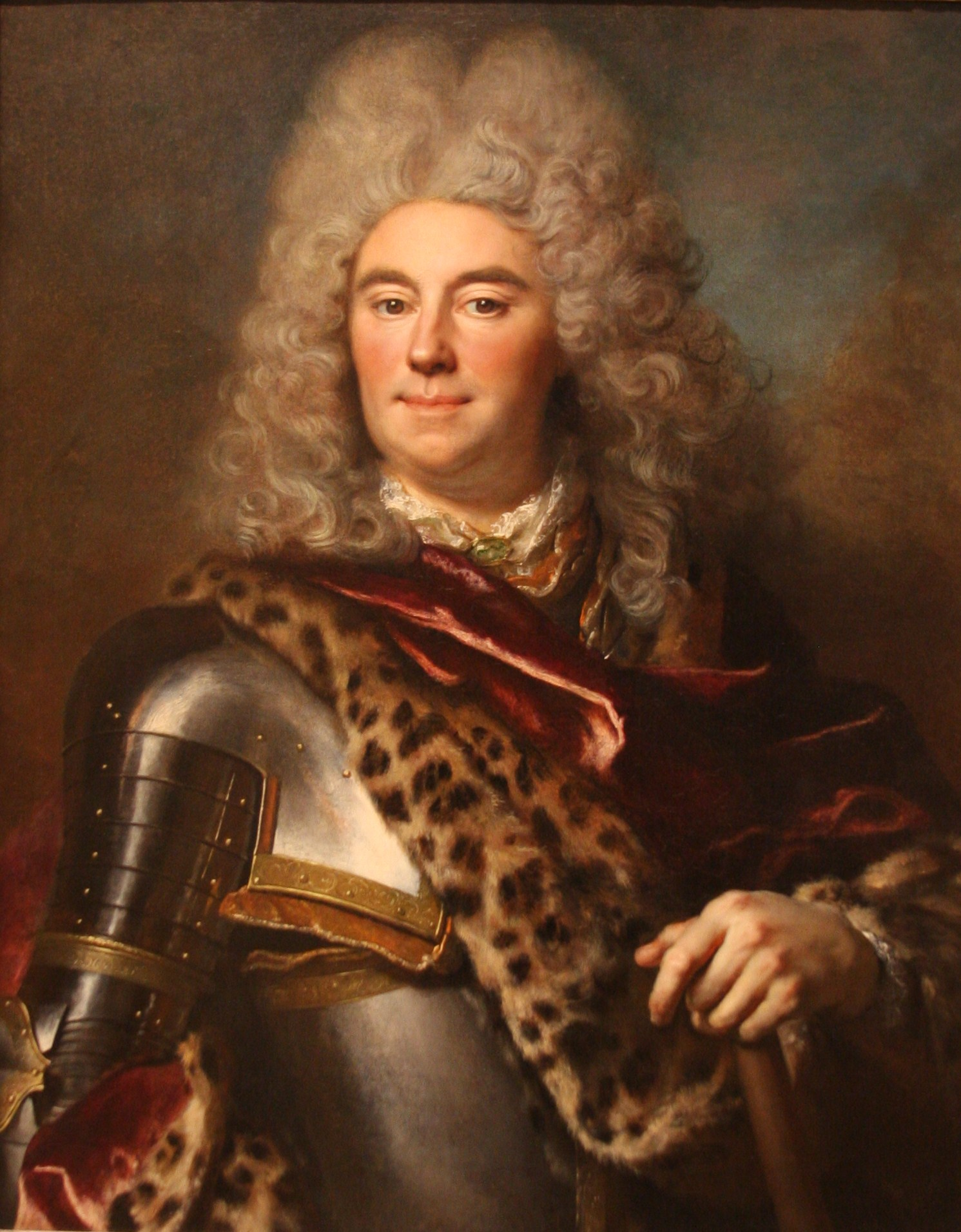
Ніколя де Ларжильєр «Ерік Спарре»
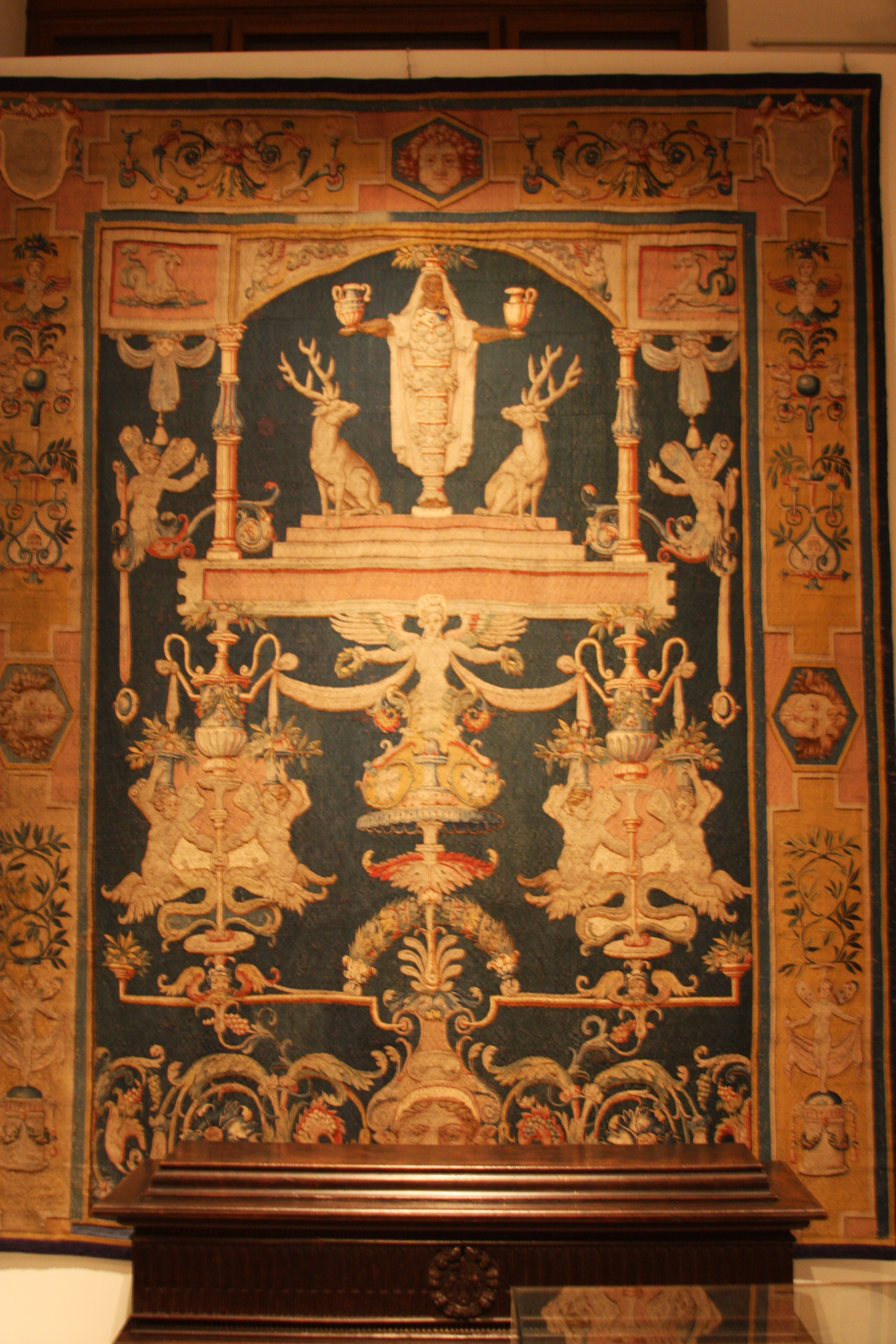
Періно дель Вага. «Діана Ефеська», Брюссельська мануфактура, 1545 р.
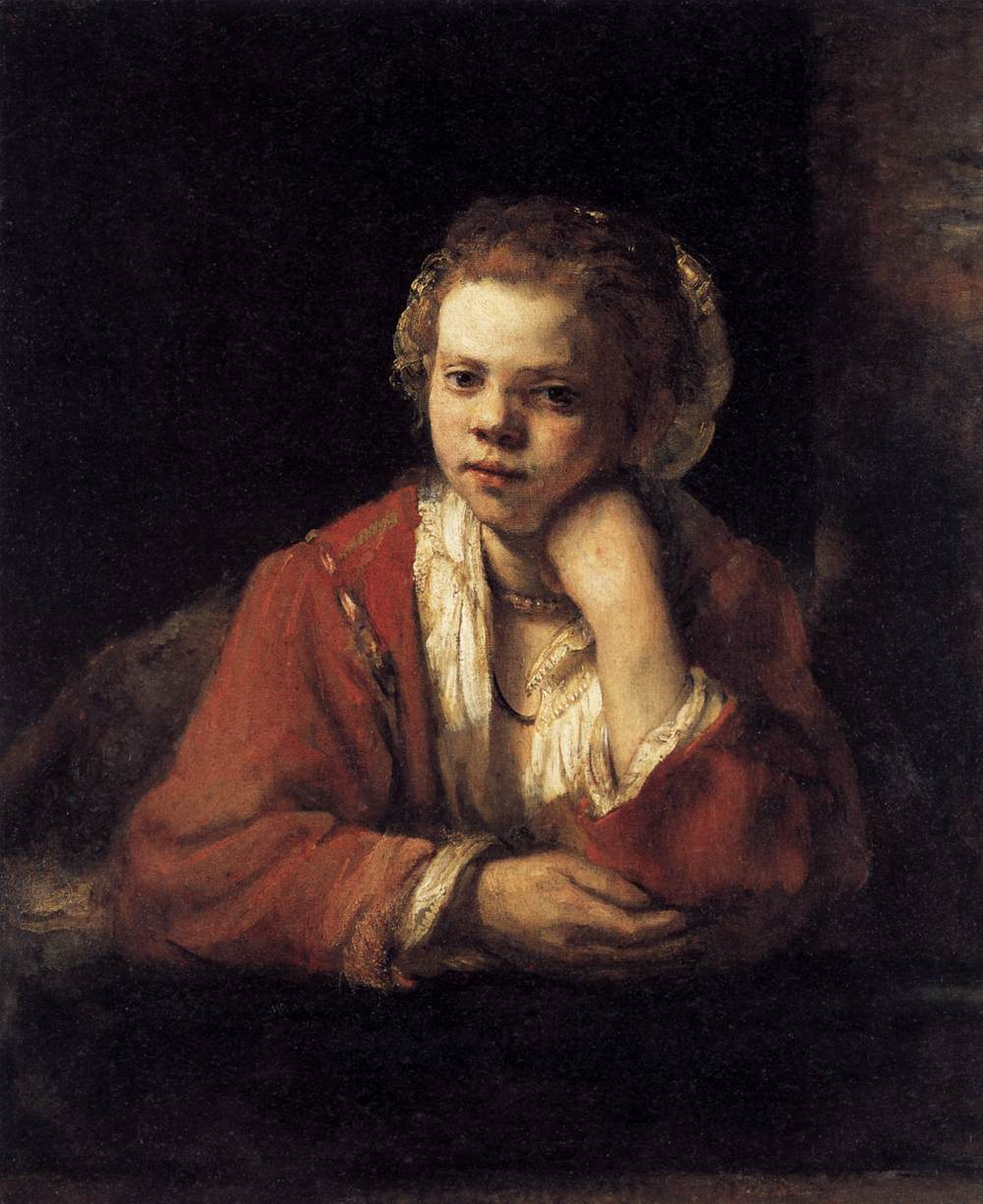
Рембрандт. «Дівчинка біля вікна»
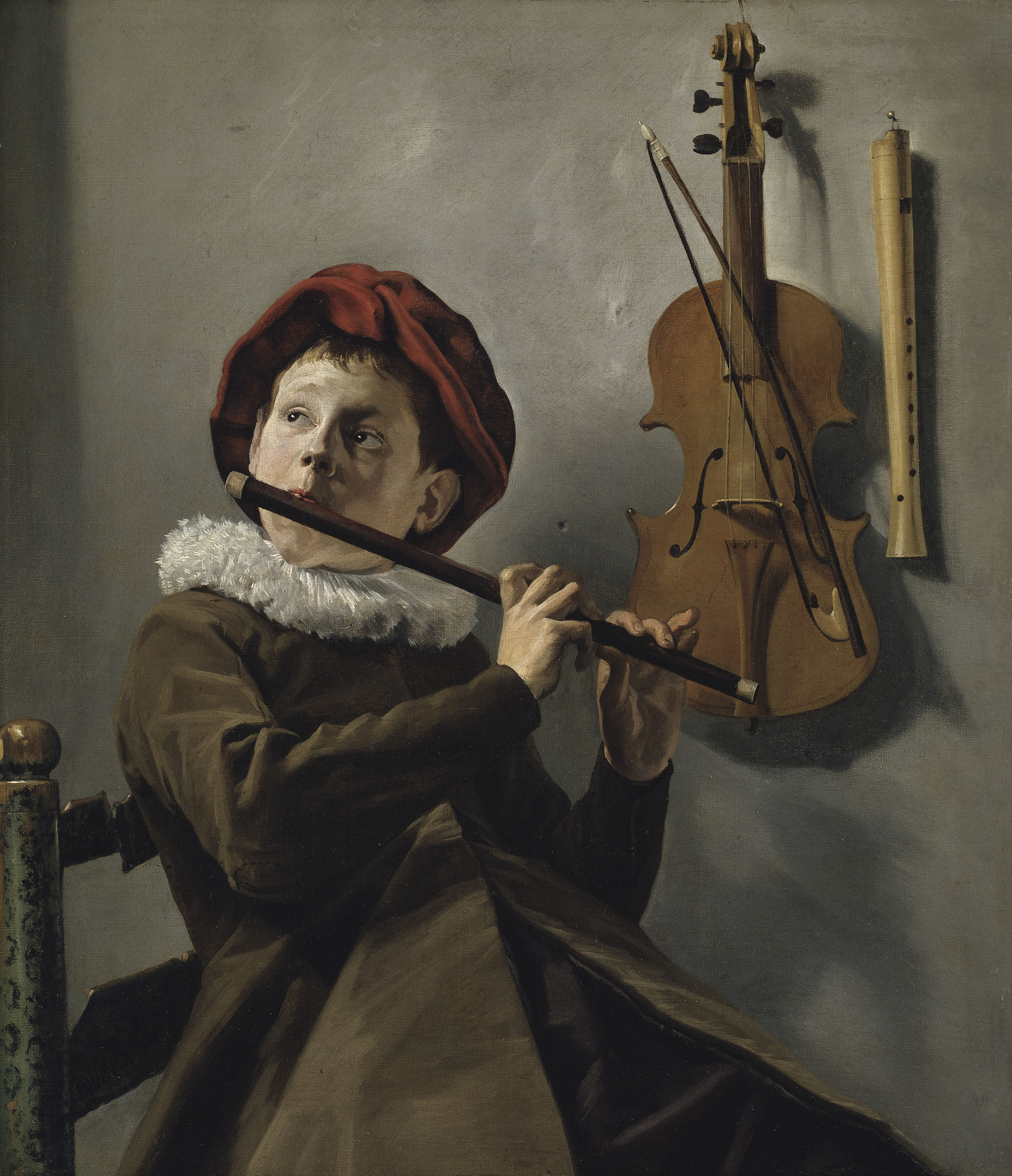
Юдит Лейстер. «Флейтист»
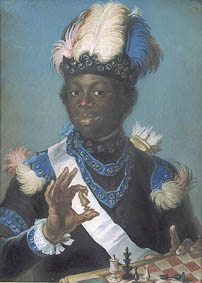
Густа Лундберг. «Портрет африканця Адольфа Бадина»
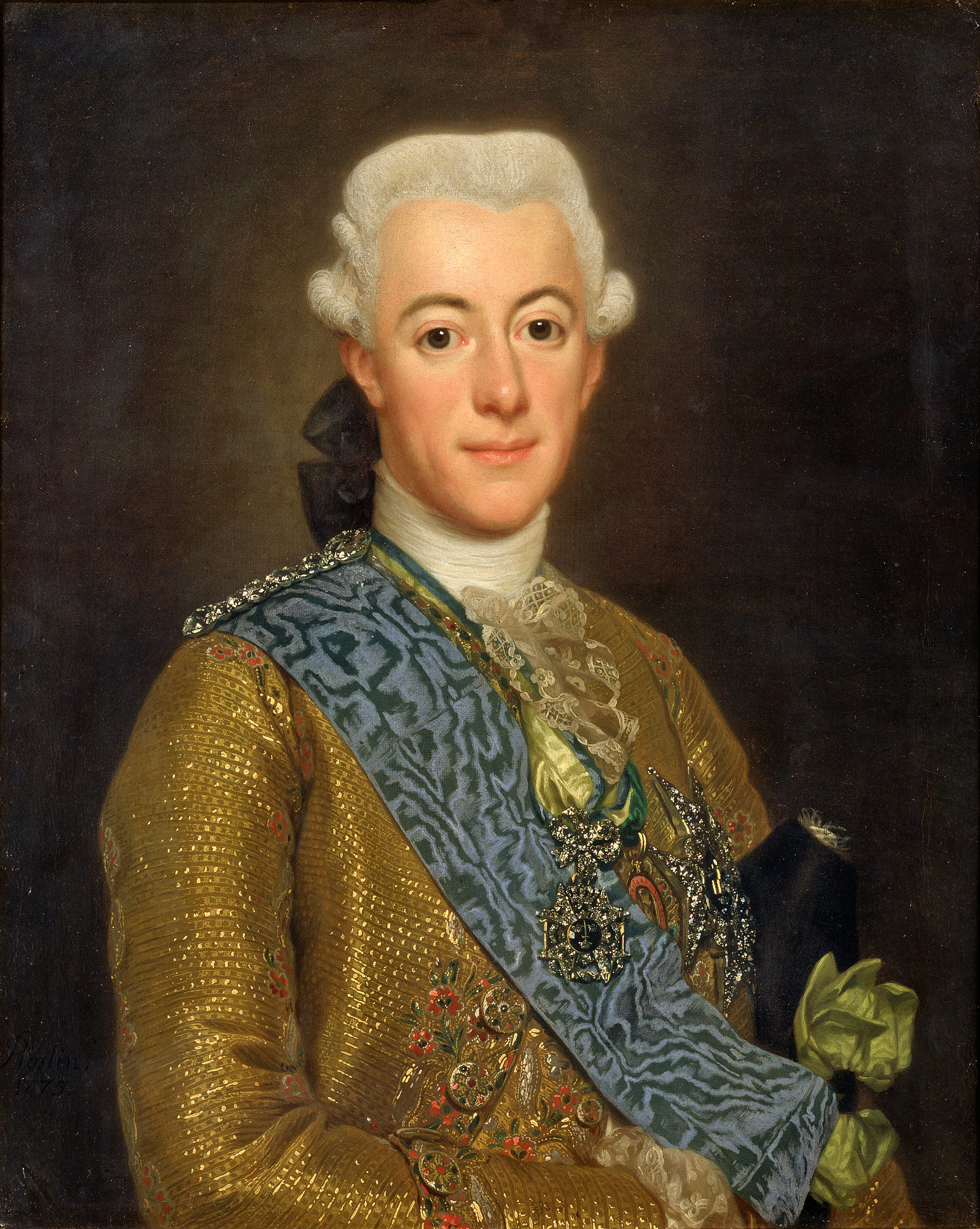
Олександр Рослін, «Король Густав III»
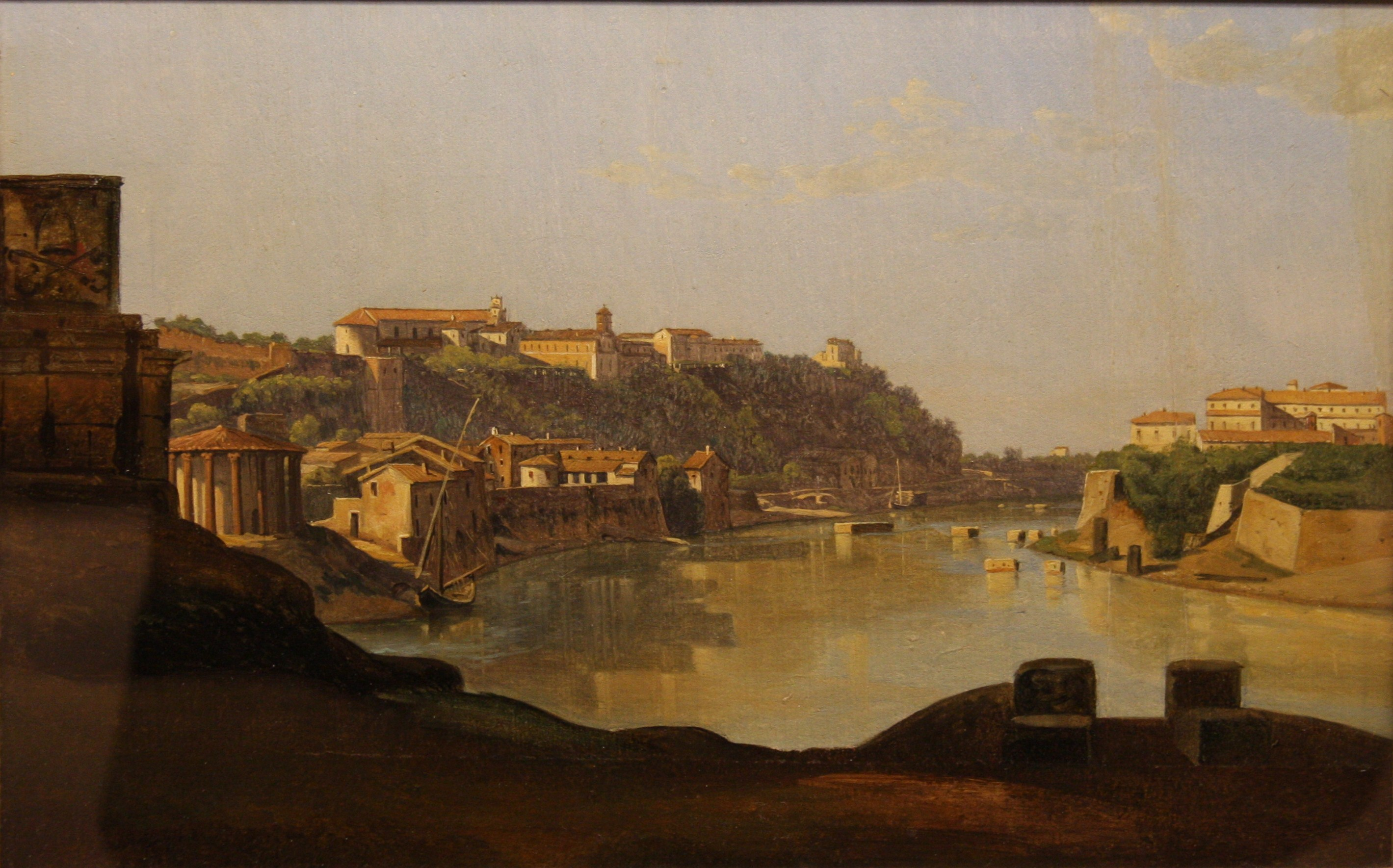
Содерберг, «Річка Тибр у Римі»
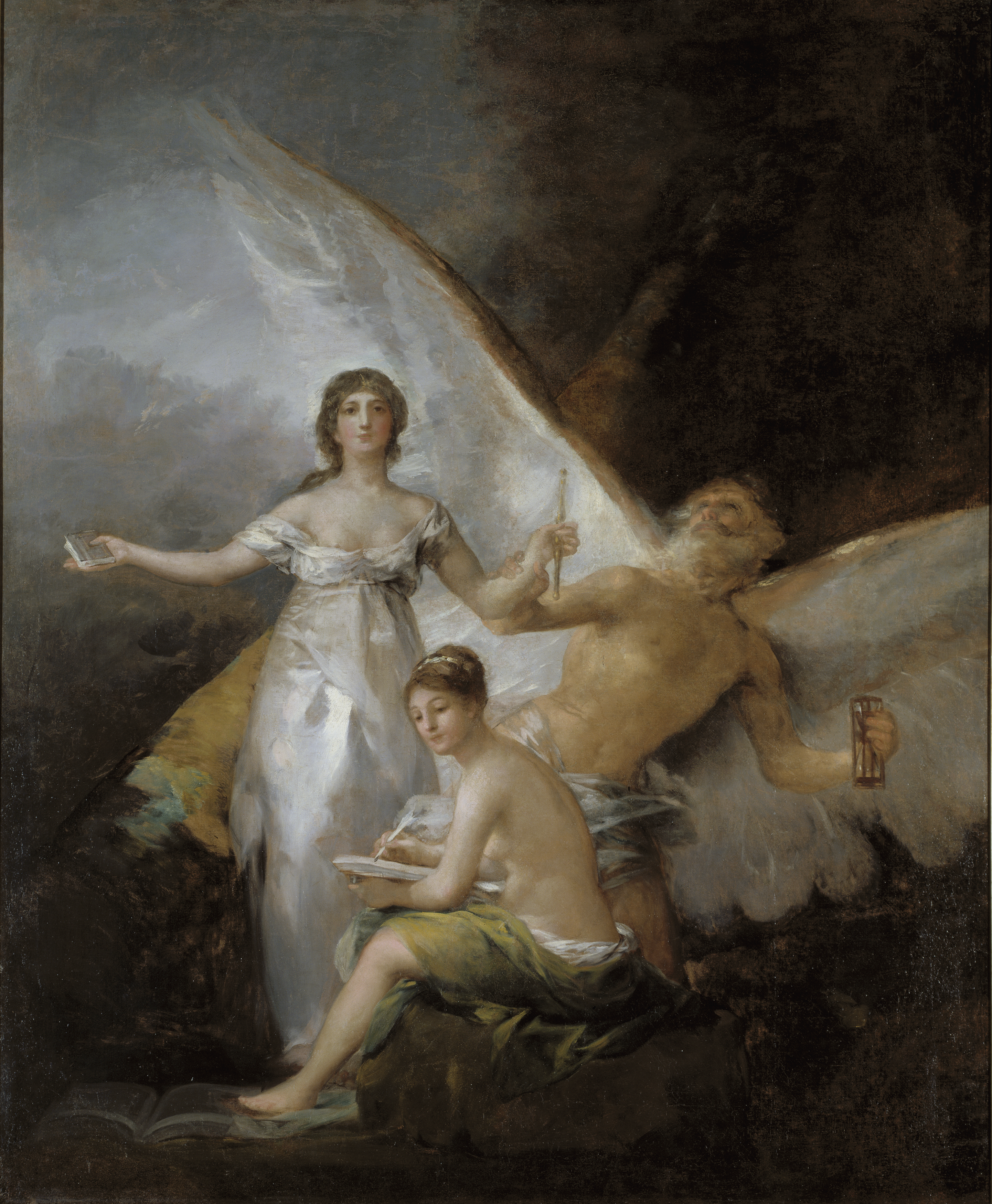
Франсіско Гойя. «Алегорія конституції»
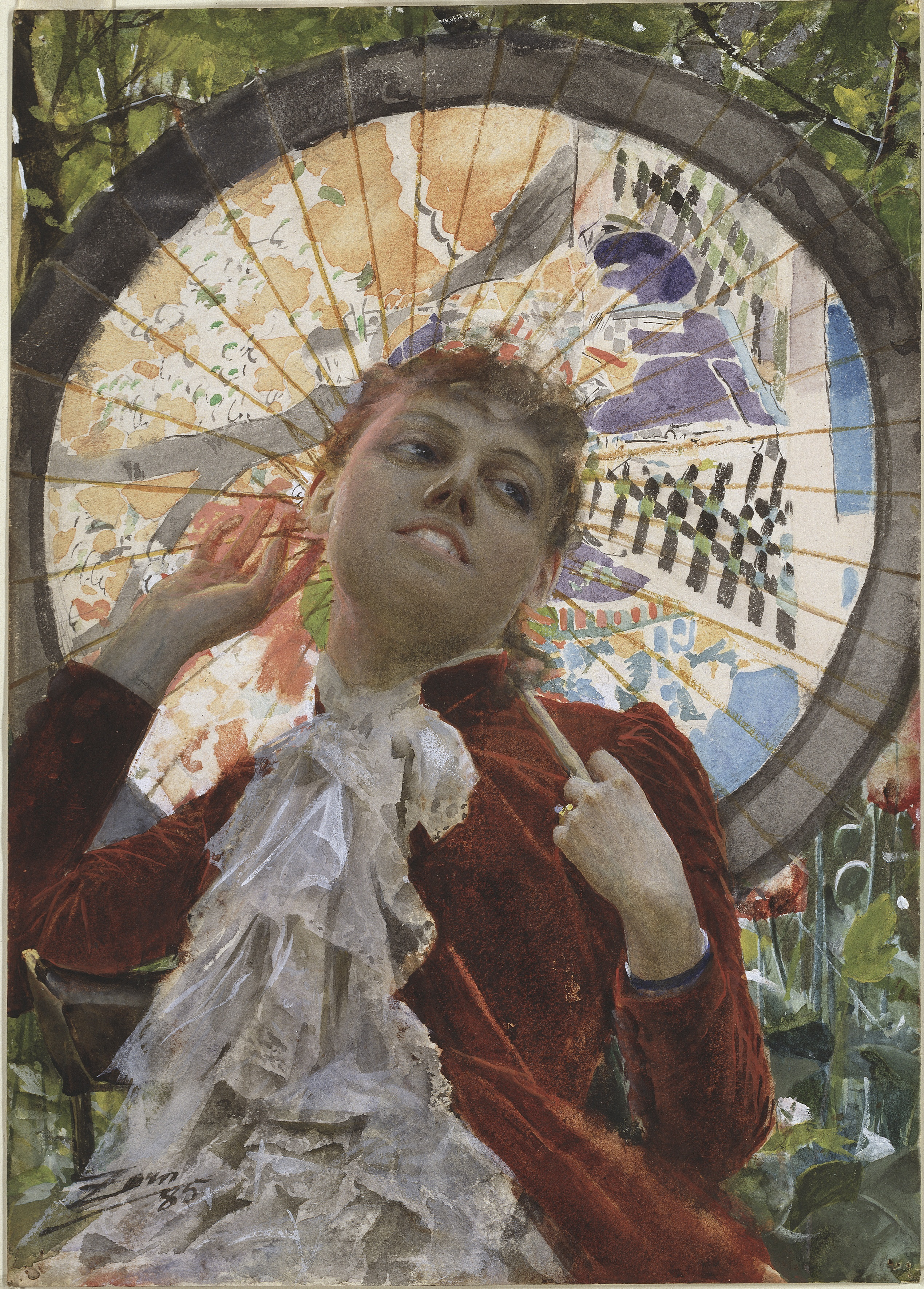
Андерс Цорн. «Повітряні замки»
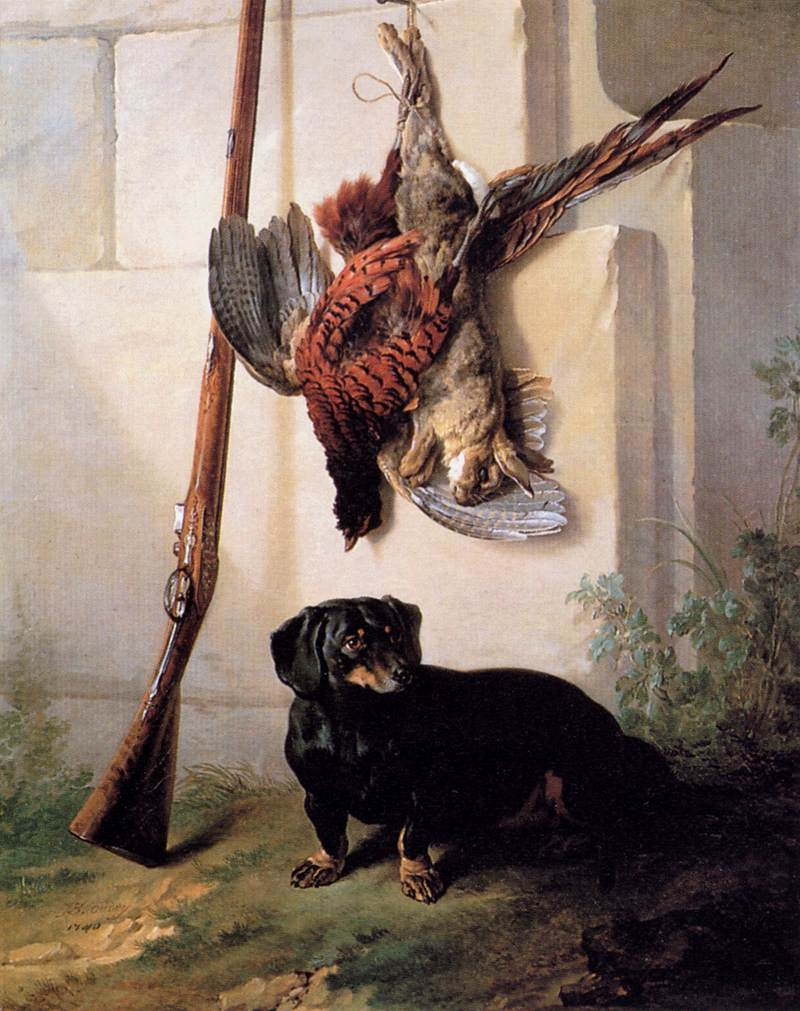
Жан-Батіст Удрі. «Мисливські трофеї»
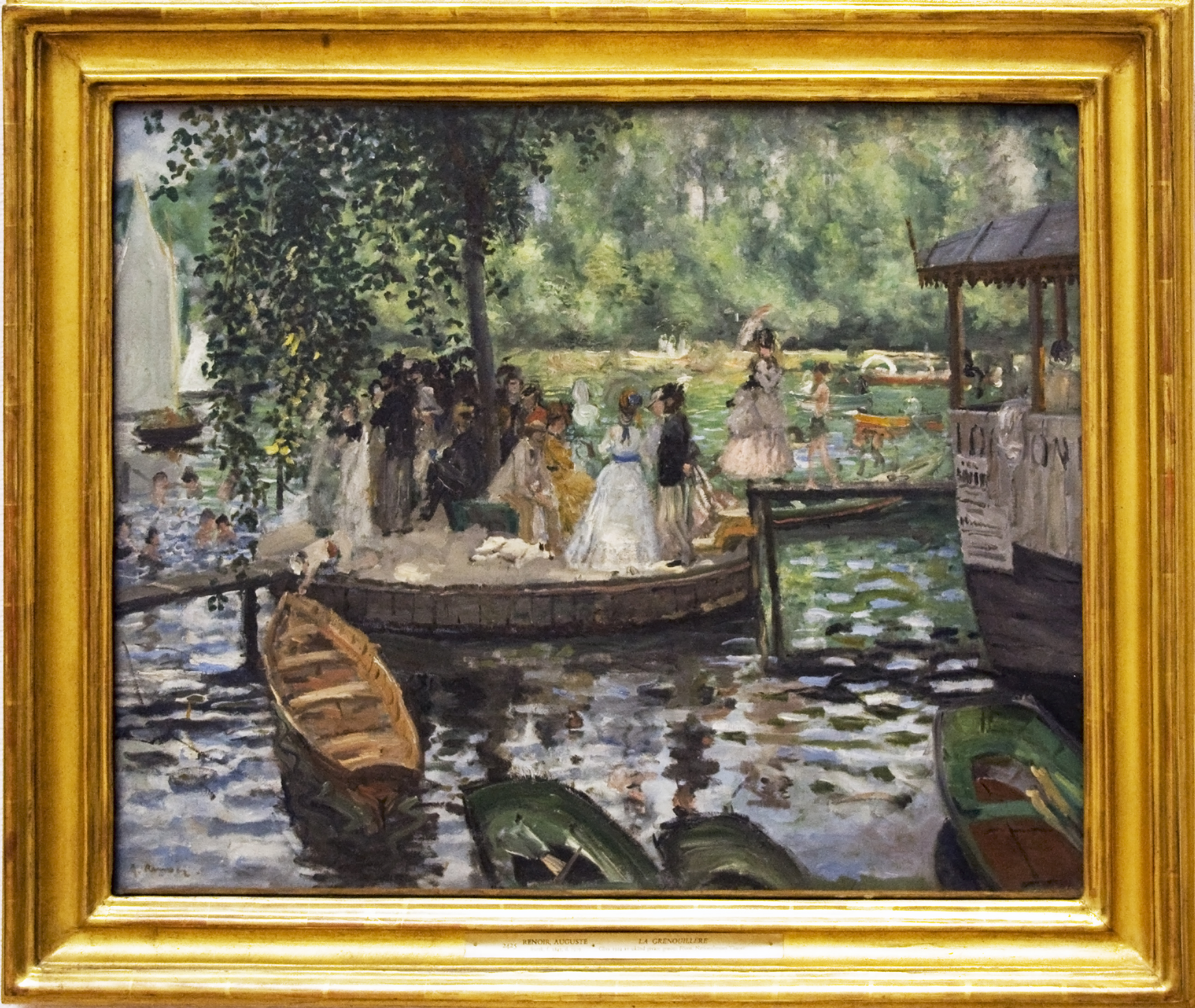
Ренуар. «Купальня»
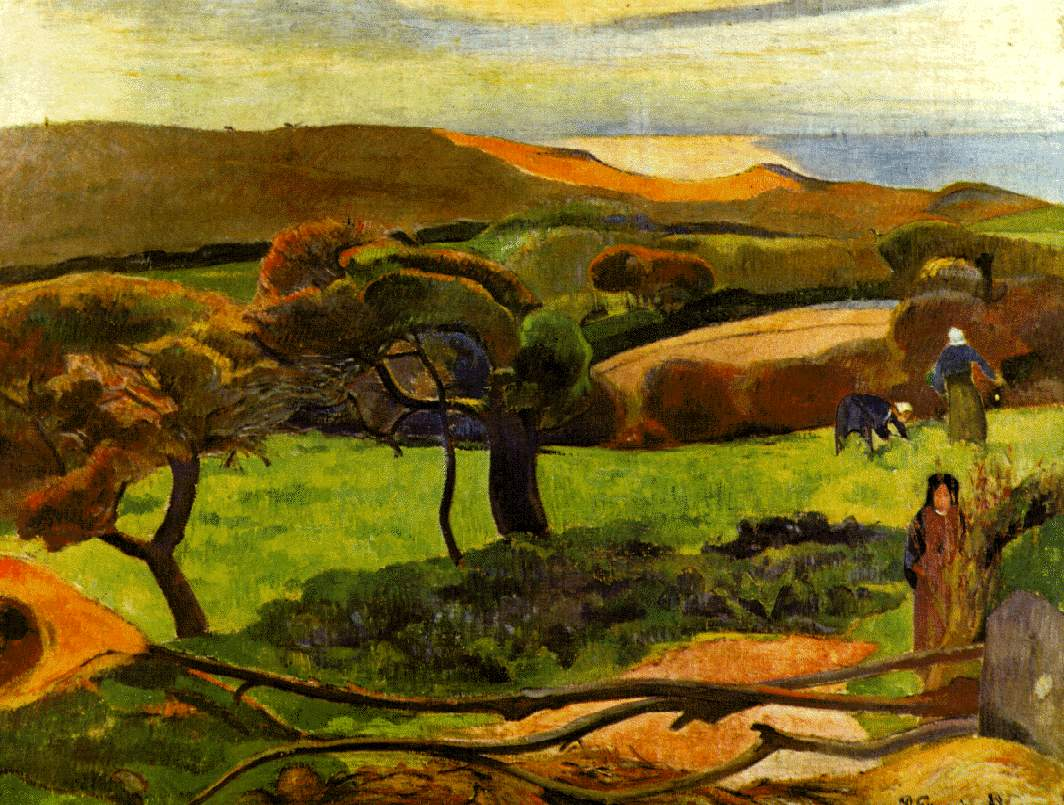
Поль Гоген. «Пейзаж в Бретані»
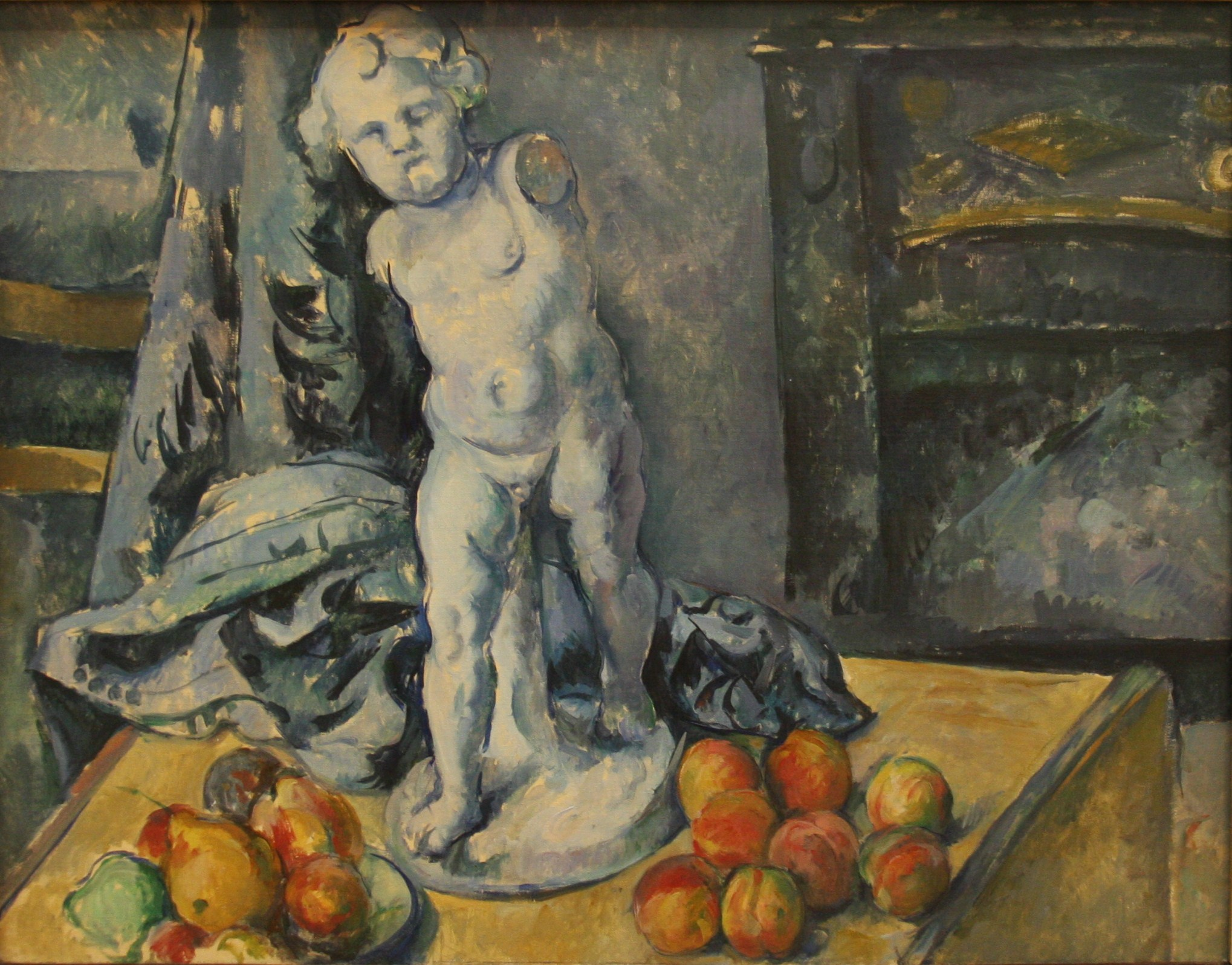
Поль Сезанн. «Натюрморт з гіпсовою скульптурою»
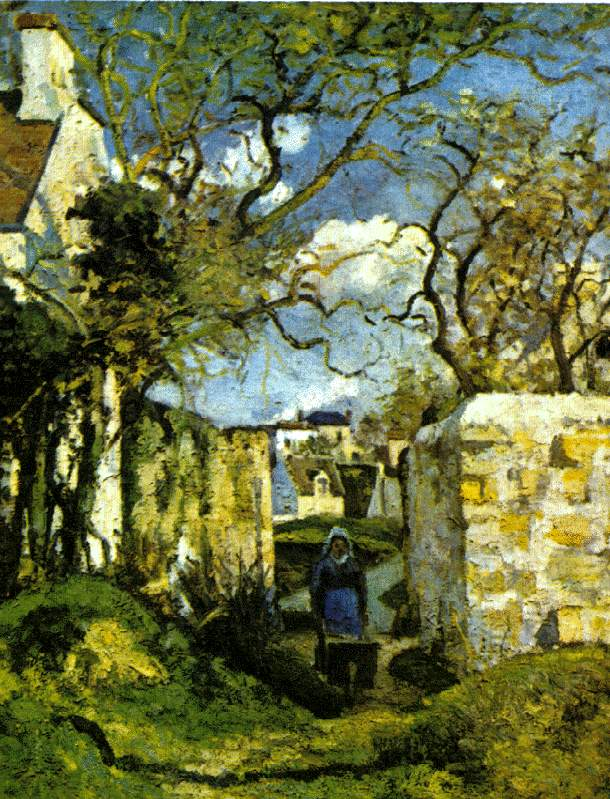
Каміль Піссарро, пейзаж в Понтуазі.
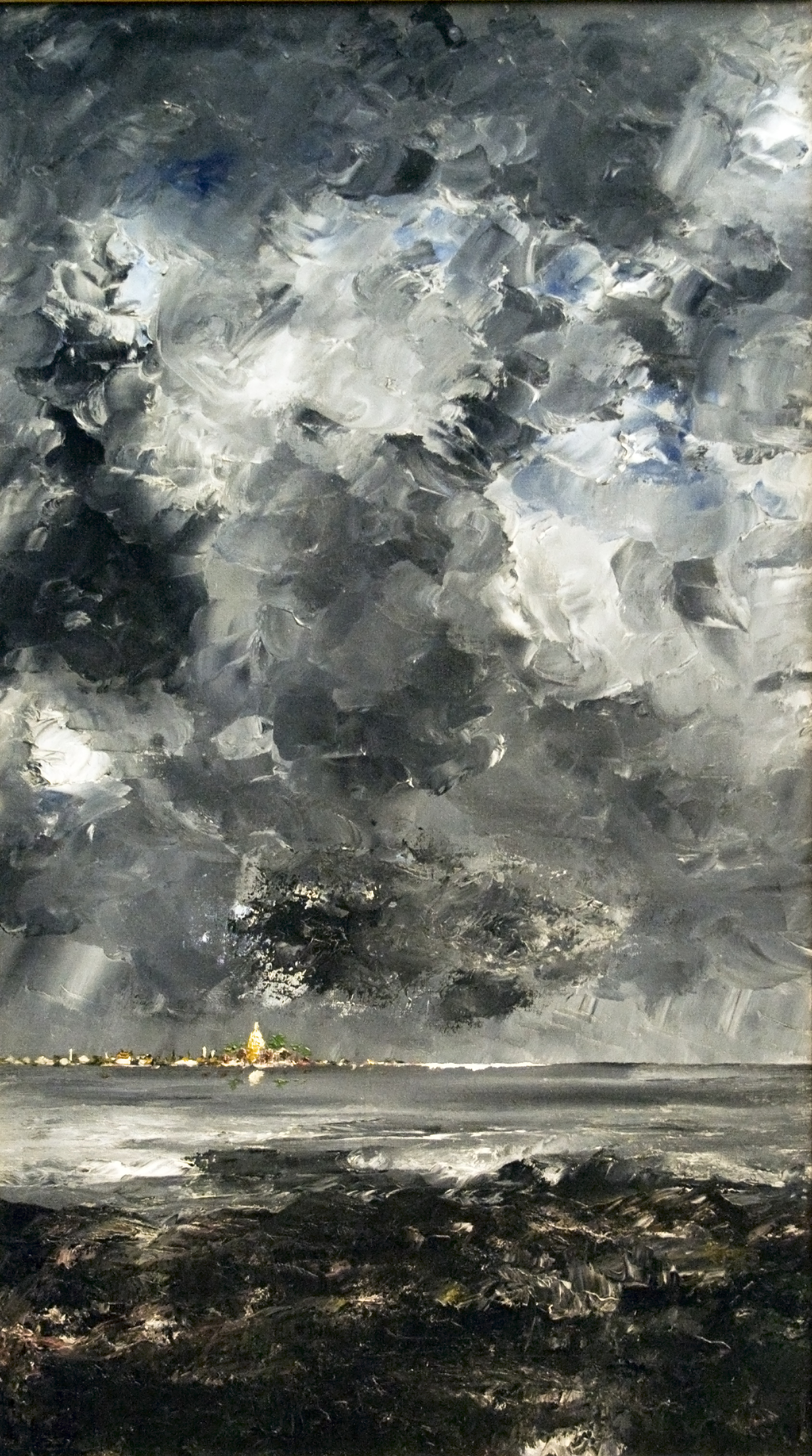
Август Стріндберг. «Місто»